# Rausch Schokoladen
Rausch Schokoladen ist ein deutscher Schokoladenhersteller mit Hauptsitz in Berlin und wurde 1918 von Wilhelm Rausch als Confiserie gegründet. Das Unternehmen hat sich auf die Produktion und den Vertrieb von hochwertigen Schokoladen aus Edelkakao spezialisiert.

## Geschichte
Wilhelm Rausch, Sohn eines Konditormeisters und Chocolatiers, eröffnete 1918 in Berlin die Rausch Privat-Confiserie zur Herstellung von Pralinen, Schokoladen und Honigkuchen. Wilhelm Rausch betrieb sieben eigene Confiserie-Geschäfte in Berlin. Seine drei Kinder führten das Unternehmen fort. 1968 wurde zum fünfzigsten Jubiläum eine neue Schokoladenfabrik an der Wolframstraße 95–96 in Berlin-Tempelhof eröffnet. Dort fand auch ein Werksverkauf statt, der zugunsten von mehr Produktionsfläche 2017 geschlossen wurde.
Im Jahre 1971 trat Jürgen Rausch, der Sohn von Gerhard Rausch, in das Unternehmen ein und übernahm zehn Jahre später die Leitung. Er ließ 1982 eine zweite Schokoladenfabrik zur Herstellung von Edel-Schokoladen in Peine erbauen. 1998 entstand dort das Rausch SchokoLand mit einem Schokoladen-Museum, einem Schokoladen-Café, einer Schauproduktion, dem seinerzeit größten Schokovulkan der Welt und einem Werksverkauf. Zudem beherbergt das Museum den einst größten Schokoladen-Osterhasen der Welt mit den Maßen 3,19 m Höhe, 1,53 m Breite und 1,23 m Tiefe, angefertigt in 253 Arbeitsstunden aus 11.320 kleinen Osterhasen.

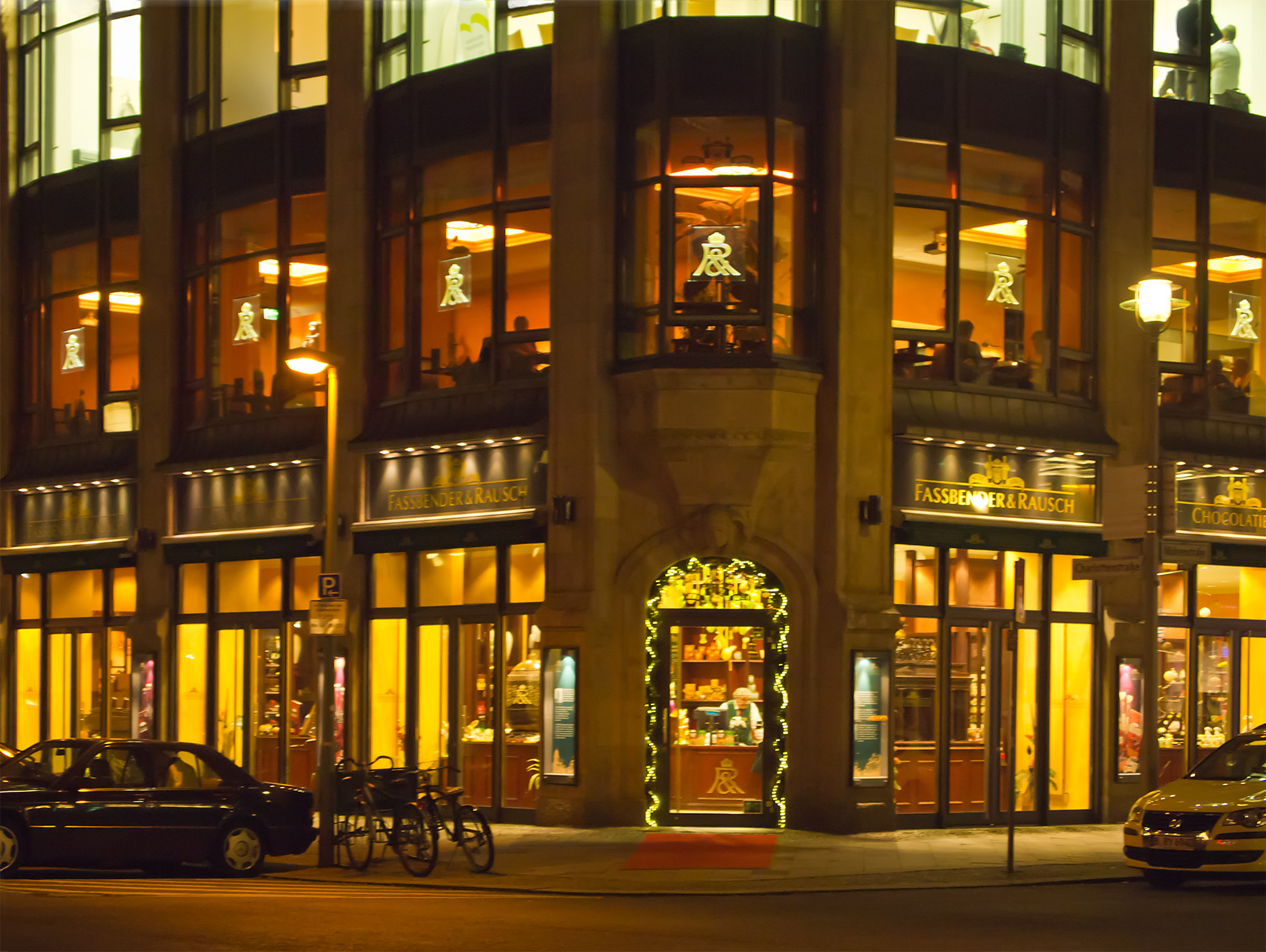
Geschäft am Gendarmenmarkt in Berlin seit 1999

Im Jahre 1989 kaufte Rausch den seit 1863 bestehenden einstigen preußischen Hoflieferanten Fassbender samt allen Rezepturen auf und eröffnete 1999 das Geschäft Fassbender & Rausch am Gendarmenmarkt in Berlin-Mitte. Mit 1500 Quadratmetern Verkaufsfläche ist es das größte Schokoladenhaus Europas.
Im Juli 2023 eröffnete Rausch ein Schokoladenhaus in Peine. Dieses beinhaltet ein Café, ein Museum, einen Werksverkauf sowie 52 E-Ladesäulen, von denen 40 in einer Kooperation mit Tesla errichtet wurden. Die weiteren zwölf Säulen gehören zum Stromanbieter EnBW.

## Unternehmen
Rausch-Schokolade gibt es, bis auf die Discounter-Produkte, seit 2015 nur im Onlineshop des Unternehmens und im eigenen Schokoladenhaus am Gendarmenmarkt in Berlin und nicht mehr im stationären Einzelhandel. Die Strategie, die das Unternehmen damit verfolgt, nennt sich Tree-to-Door. Das heißt, vom Anbau des Kakaos über die Herstellung der Schokoladen bis hin zur Lieferung an den Kunden behält Rausch alles in eigener Hand.

## Produkte

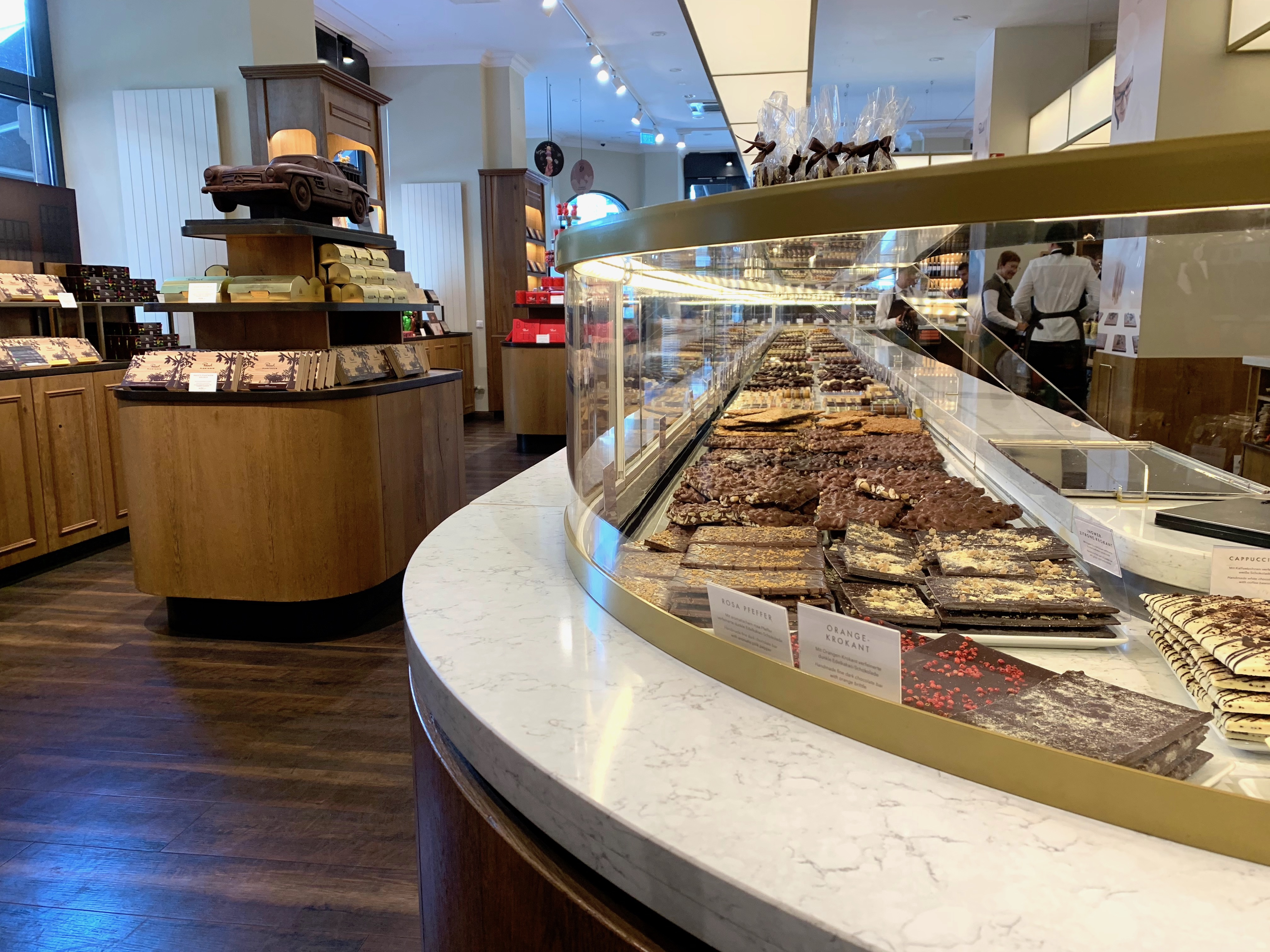
Schokoladenauswahl

Die Produktpalette umfasst Süßigkeitserzeugnisse aus Schokolade. Hierzu gehören neben Tafelschokolade auch Pralinen und saisonale Erzeugnisse wie Schokoladen-Weihnachtsmänner und -Osterhasen sowie Schokoladen aus sortenreinen Edelkakaos, die Rausch Plantagen-Schokoladen.
Im Jahre 2000 wurde unter dem Markennamen „Plantagen-Schokolade“ eine Produktreihe eingeführt, bei der jede Sorte ausschließlich aus dem Edelkakao eines bestimmten Herkunftsgebietes besteht.
Für die Handelskette Lidl produziert Rausch Schokoladenwaren mit den Markennamen J. D. Gross, Mister Choc, Deluxe und Favorina (J. D. G Fine Food GmbH, Stederdorf (Peine)). Die für Lidl produzierte „Discounter-Schokolade“ macht ca. 90 % des Gesamtumsatzes von Rausch aus und bildet damit das eigentliche Standbein des Unternehmens.